# Амонова (деревня)
Амонова — деревня в Кудымкарском районе Пермского края. Входила в состав Степановского сельского поселения. Располагается на правом берегу реки Иньвы юго-западнее от города Кудымкара. Расстояние до районного центра составляет 11 км. По данным Всероссийской переписи населения 2010 года, в деревне проживал 51 человек (28 мужчин и 23 женщины).

## История
По данным на 1 июля 1963 года, в деревне проживал 131 человек. Населённый пункт входил в состав Пешнигортского сельсовета.